# Ben Perry
Benjamin Perry, nascido a 7 de abril de 1994 em St. Catharines, é um ciclista profissional canadiano membro da equipa Israel Cycling Academy.

## Palmarés
2015
- 1 etapa do Tour de Beauce

2016
- 1 etapa do Grand Prix Cycliste de Saguenay
- 2º no Campeonato do Canadá em Estrada

2017
- 1 etapa do Baltic Chain Tour

2018
- 2º no Campeonato do Canadá em Estrada